# Новотавларово (Шаранский район)
Новотавларово (баш. Яңы Таулар) — деревня в Шаранском районе Республики Башкортостан Российской Федерации. Входит в состав Акбарисовского сельсовета. Основана в 1632 году, в 1950-х годах обозначалась как село. В первой половине XX века население превышало 400 человек, по состоянию на 2021 год оно составляет 149 человек.

## География

### Географическое положение
Деревня расположена на правом берегу реки Шалтык. Расстояние до:
- районного центра (Шаран): 14 км,
- центра сельсовета (Акбарисово): 2 км,
- ближайшей ж/д станции (Туймазы): 48 км.

### Климат
По комплексу природных условий деревня, как и весь район, относится к лесостепной зоне и характеризуется умеренно континентальным климатом со всеми его особенностями: неустойчивость и резкие перемены температуры, неравномерное выпадение осадков по годам и временам года. В деревне довольно суровая и снежная зима с незначительными оттепелями, поздняя прохладная и сравнительно сухая весна, короткое жаркое лето и влажная прохладная осень.
| Показатель                                                   | Янв. | Фев. | Март | Апр. | Май | Июнь | Июль | Авг. | Сен. | Окт. | Нояб. | Дек. |
| ------------------------------------------------------------ | ---- | ---- | ---- | ---- | --- | ---- | ---- | ---- | ---- | ---- | ----- | ---- |
| Средний суточный максимум, °C                                | −9   | −7   | 0    | 11   | 19  | 23   | 25   | 23   | 16   | 8    | −1    | −7   |
| Средний суточный минимум, °C                                 | −16  | −15  | −9   | 1    | 7   | 11   | 14   | 12   | 7    | 1    | −6    | −13  |
| Норма осадков, мм                                            | 30   | 28   | 33   | 37   | 49  | 65   | 50   | 46   | 49   | 52   | 40    | 38   |
| Источник: Климат Новотавларово. Дата обращения: 2 июня 2025. |      |      |      |      |     |      |      |      |      |      |       |      |

## История
Деревня основана в 1632 году тептярями по договору о припуске на вотчинных землях башкир Кыр-Еланской волости Казанской дороги.
По VIII ревизии 1834 года — деревня Тавларова Малая 4-го тептярского стана Белебеевского уезда Оренбургской губернии. Тептяри владели землёй совместно с башкирами-вотчинниками.
В конце 1865 года — деревня Новая Тавларова (Шалтык) 3-го стана Белебеевского уезда Уфимской губернии при речке Шалтыке. Жители занимались сельским хозяйством, имелось три водяные мельницы.
В 1895 году — деревня Ново-Тавларова (Шалтык-Тавлар) Кичкиняшевской волости V стана Белебеевского уезда. По описанию, данному в «Оценочно-статистических материалах», деревня находилась по склону к реке Шалтык, пригодной для мельниц, по наделу протекала также речка Курбан-Елга. Надел находился в одном месте, селение — на юге надела. В последнее время пашня увеличилась за счёт леса. Поля были по склону на юго-восток, до полутора вёрст от селения. Почва — в основном чернозём, около одной пятой — чернозём с примесью глины. В полях был один овраг с берегами, поросшими кустарником. Кустарник был также расположен по возвышенности, по реке Шалтык. В 1905 году показаны бакалейная лавка и мельница.
По данным подворной переписи, проведённой в уезде в 1912—13 годах, деревня входила в состав Ново-Тавларовского сельского общества Кичкиняшевской волости. 13 хозяйств из 73 не имели надельной земли. Количество надельной земли составляло 695 казённых десятин (из неё 27,62 десятины сдано в аренду 14 хозяйствами), в том числе 22 десятины усадебной земли, 551 десятина пашни и залежи, 35 — леса, 20 — сенокоса, 2 десятины выгона и 65 — неудобной земли. Также 183,52 десятины земли было арендовано (в основном единолично у крестьян) 47 хозяйствами. Посевная площадь составляла 324,10 десятины, из неё 174,25 десятины занимала рожь, 53,25 — овёс, 30 — просо, 24,25 — греча, 20 — горох, 12,25 — пшеница и 10,10 — полба. Из скота имелось 129 лошадей, 160 голов крупного рогатого скота, 392 овцы и 151 коза, также 5 хозяйств держали 25 ульев пчёл. 9 человек занимались промыслами.
В 1923 году произошло укрупнение волостей, и деревня Ново-Тавларова вошла в состав Шаранской волости Белебеевского кантона Башкирской АССР. С 1923 по 1929 год деревня входила в состав Ново-Янгауловского сельсовета, затем была включена в Ново-Карьявдинский сельсовет.
В 1930 году в республике было упразднено кантонное деление, образованы районы. Деревня вошла в состав Бакалинского района, с февраля 1932 года — в составе Туймазинского, а с 1935 года — в составе вновь образованного Шаранского района. В то время деревня входила в состав колхоза «Красная Башкирия». В 1939 году — деревня Ново-Тавларово Ново-Карьявдинского сельсовета Шаранского района.
В октябре 1951 года населённый пункт был передан в состав Акбарисовского сельсовета. В 1950-х годах Ново-Тавларово (Новотавларово) отмечалось как село, с 1960-х — вновь деревня. В 1960 году село вошло в состав совхоза «Мичуринский», из которого в 1972 году выделился совхоз «Акбарисовский».
В начале 1963 года в результате реформы административно-территориального деления Новотавларово было включено в состав Туймазинского сельского района, с марта 1964 года — в составе Бакалинского, с 30 декабря 1966 года — вновь в Шаранском районе.
В 1999 году деревня по-прежнему входила в состав совхоза «Акбарисовский».
По состоянию на 2015 год в личных подсобных хозяйствах деревни имелось 187 голов крупного рогатого скота (в том числе 65 коров), 144 овцы и козы и 1389 голов птицы.

## Население
В 2015 году население села по данным регистрации составляло 241 человек в 76 семьях, из них 25 детей до 7 лет, 25 детей от 7 до 16 лет, 75 мужчин и 63 женщины трудоспособного возраста и 12 мужчин и 41 женщина старше трудоспособного возраста.
| Год  | Методика              | Жителей | Мужчин | Женщин | Дворов | Преобладающие национальности/сословия                                                  | Источники            |
| ---- | --------------------- | ------- | ------ | ------ | ------ | -------------------------------------------------------------------------------------- | -------------------- |
| 1795 | V ревизия             | 89      | 59     | 30     | 17     | тептяри                                                                                | [ 8 ] [ 31 ] [ 26 ]  |
| 1816 | VII ревизия           | н/д     | 44     | н/д    | н/д    | тептяри                                                                                | [ 8 ] [ 31 ]         |
| 1834 | VIII ревизия          | 77      | 38     | 39     | 12     | тептяри                                                                                | [ 8 ] [ 31 ] [ 9 ]   |
| 1859 | X ревизия             | 119     | 60     | 59     | 21     | припущенники                                                                           | [ 8 ] [ 31 ] [ 32 ]  |
| 1865 | текущий учёт          | 125     | 60     | 65     | 21     | все башкиры                                                                            | [ 10 ]               |
| 1895 | текущий учёт          | 246     | 134    | 112    | 43     | н/д                                                                                    | [ 11 ]               |
| 1902 | сведения земства      | н/д     | 152    | н/д    | 53     | припущенники военного звания                                                           | [ 33 ]               |
| 1905 | текущий учёт          | 305     | 156    | 149    | 56     | н/д                                                                                    | [ 13 ]               |
| 1912 | подворная перепись    | 406     | 219    | 187    | 73     | припущенники из башкир                                                                 | [ 14 ]               |
| 1917 | с/х перепись          | 428     | н/д    | н/д    | 76     | 339 жителей в 62 хозяйствах тептярей и 89 жителей в 14 хозяйствах новобашкир           | [ 34 ]               |
| 1920 | перепись              | 451     | 218    | 233    | 87     | н/д                                                                                    | [ 35 ]               |
| 1920 | перепись              | 469     | н/д    | н/д    | 86     | все татары                                                                             | [ 36 ]               |
| 1925 | подготовка к переписи | н/д     | н/д    | н/д    | 79     | н/д                                                                                    | [ 35 ]               |
| 1939 | перепись              | 525     | 262    | 263    | н/д    | н/д                                                                                    | [ 21 ]               |
| 1959 | перепись              | 392     | 167    | 225    | н/д    | татары                                                                                 | [ 24 ] [ 37 ]        |
| 1970 | перепись              | 299     | 126    | 173    | н/д    | татары                                                                                 | [ 38 ] [ 39 ]        |
| 1979 | перепись              | 314     | 146    | 168    | н/д    | башкиры                                                                                | [ 40 ] [ 41 ]        |
| 1989 | перепись              | 269     | 128    | 141    | н/д    | татары                                                                                 | [ 42 ] [ 43 ] [ 28 ] |
| 2002 | перепись              | 250     | 120    | 130    | н/д    | башкиры (61 %), татары (38 %)                                                          | [ 43 ] [ 44 ]        |
| 2010 | перепись              | 219     | 103    | 116    | н/д    | н/д                                                                                    | [ 45 ]               |
| 2021 | перепись              | 149     | н/д    | н/д    | н/д    | 77 башкир, 61 татарин, 4 марийца, 1 русский, 1 чуваш и 5 с неизвестной национальностью | [ 46 ]               |

## Инфраструктура
В 2006—2016 годах деревня входила в состав КФХ «Шаран-Агро». Действует небольшая молочно-товарная ферма, а машинно-тракторная мастерская уже не работает. Имеется карьер для добычи щебня. Действует магазин товаров повседневного спроса ИП Давлетшина, а магазин РайПО не работает. Работают фельдшерско-акушерский пункт и сельский клуб. Деревня электрифицирована и газифицирована, имеется водопровод (скважина пробурена в 1988 году), централизованная канализация отсутствует. В 2012 году введена автоматическая телефонная станция на 48 номеров. К юго-западу от деревни находится кладбище площадью 1,34 га и заполненностью 80 %.
В деревне две улицы — Центральная и Горная, протяжённость улично-дорожной сети составляет 2,500 км. По состоянию на 2015 год общая площадь деревянных жилых домов составила 4833,7 м², каменных — 174,1 м². До недавнего времени действовала начальная школа (в 2015 году было 4 ученика). Почтовое отделение находится в центре сельсовета, селе Акбарисово.

## Религия
С 2020 года в деревне строится мечеть.

## Известные уроженцы
- Аминов, Лерон Халитович (род. 1933) — советский партийный и хозяйственный деятель.

### Комментарии
1. ↑  По официальным данным переписи.
2. ↑  По данным современного подсчёта по сохранившимся подворным карточкам.
3. ↑  При этом 147 жителей деревни использовали русский язык, 88 — татарский, 52 — башкирский, по 1 — марийский и чувашский языки